# Isola fantasma

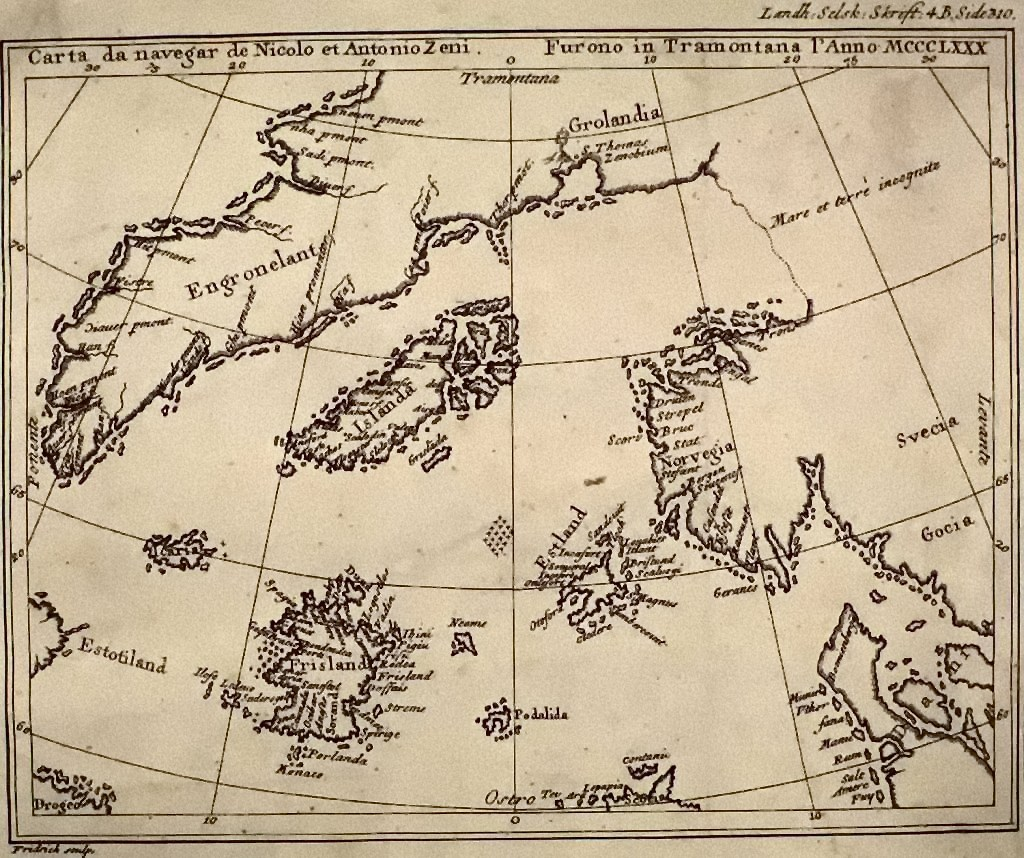
La mappa di Zeno del 1558 mostra la Frislanda - un'isola fantasma nel Nord Atlantico.

Un'isola fantasma è una presunta isola riportata sulle mappe per un certo periodo di tempo (talvolta anche per secoli) durante la storia documentata, ma che è stata rimossa dalle mappe successive dopo che ne sia stata dimostrata l'inesistenza.

## Possibili origini
In genere le isole fantasma compaiono per la prima volta nelle relazioni dei primi navigatori che esploravano nuove terre. Alcune di esse potrebbero essere state terre puramente leggendarie, come l'isola dei Demoni. Altre erano il frutto della localizzazione imperfetta di isole reali o di altri errori geografici. Ad esempio, l'isola di Pepys era in realtà frutto dell'identificazione errata delle isole Falkland. La penisola di Bassa California appare su alcune prime mappe come un'isola, ma successivamente si scoprì che era attaccata alla massa continentale del Nordamerica. Allo stesso modo, la penisola di Banks dell'Isola del Sud della Nuova Zelanda venne originariamente chiamata «isola di Banks» dal capitano James Cook. Thule fu forse effettivamente scoperta nel IV secolo a.C. dall'esploratore greco Pitea, ma andò perduta, e successivamente fu identificata da antichi esploratori e geografi, a seconda dei casi, come le isole Shetland, l'Islanda, la Scandinavia, o addirittura ritenuta frutto di pura invenzione.
Altre isole fantasma erano probabilmente il frutto di errori di navigazione, frangimenti occasionali, errate identificazioni di iceberg, banchi di nebbia, zattere di pomice provenienti da vulcani sottomarini o illusioni ottiche. Osservata nel 1823 nel mare di Weddell ma mai più avvistata, la Nuova Groenlandia del Sud potrebbe essere stata la conseguenza di un miraggio superiore. In altri casi ancora si tratta probabilmente di invenzioni deliberate.
Alcuni "errori" potrebbero essere stati intenzionali. Ad esempio, l'isola di Phélypeaux nel Lago Superiore, un'apparente duplicazione dell'Isle Royale apparsa per molti anni sulle mappe degli esploratori e servita come punto di riferimento per il confine originario tra gli Stati Uniti e il territorio che sarebbe diventato il Canada, venne intitolata a Louis Phélypeaux, un ministro del governo influente nello stanziare fondi per ulteriori viaggi di esplorazione.
Mentre molte isole fantasma sembrano non essere mai esistite, alcune (come, forse, l'isola Thompson o Bermeja) potrebbero essere state effettivamente distrutte da esplosioni vulcaniche, terremoti o frane sottomarine, o banchi di sabbia appena affioranti che non si trovano più al di sopra dell'acqua. Il Pactolus Bank, visitato da Sir Francis Drake, potrebbe rientrare in questa categoria.

## Elenco di isole fantasma
| Nome                          | «Scoperta»      | Note |
| ----------------------------- | --------------- | --- |
| Antilia                       | 714 / XV secolo | Come la più popolare Atlantide, è un'isola fantastica nell'Atlantico che trae origine da una leggenda iberica. |
| Atlantide                     |                 | Antica leggenda greca descritta da Platone, successivamente ipotizzata come reale e raffigurata su una mappa del 1664 da Athanasius Kircher. |
| Isole Aurora                  | 1762            | Scoperte dalla nave mercantile spagnola Aurora, attualmente ritenute essere solamente le Shag Rocks. |
| Bacalao                       | 1472            | Gaspar Frutuoso annotò la sua scoperta da parte di João Vaz Corte-Real nel 1472 in Saudades da Terra. |
| Bermeja                       | 1539            | Scoperta agli inizi del XVI secolo dagli spagnoli, ma misteriosamente scomparsa in una data imprecisata del XVII secolo. Sebbene nessuna delle teorie prevalenti affermi questo, è possibile che l'isola sia stata sommersa a causa di movimenti tettonici, come testimonierebbe l'esistenza di una montagna sottomarina a 22°38.76′N 90°51.3′W. |
| Brasil (o Hy-Brasil)          | 1325            | Si diceva si trovasse nell'oceano Atlantico a ovest dell'Irlanda. I miti irlandesi la descrivevano come ammantata di nebbia, tranne per un giorno ogni sette anni, quando diventava visibile; tuttavia, anche allora non era possibile raggiungerla. |
| Isola di San Brandano         | 512             | Il monaco San Brandano sostenne di averla visitata nel 512 assieme a 14 suoi seguaci, ma continuò a comparire sulle carte fino al 1772. |
| Isola di Buss                 | 1578            | Situata nei pressi della Groenlandia, fu scoperta da Martin Frobisher, il quale probabilmente commise un errore di riconoscimento e giunto vicino alla Groenlandia scambiò un effetto ottico per una nuova isola. |
| Isola di California           | 1510            | Un'isola nata in base all'errata concezione che la penisola di Bassa California fosse un'isola, a causa del presupposto che il golfo di California fosse uno stretto che separava la California dal resto delle Americhe. |
| Terra di Crocker              | 1906            | Una truffa inventata dal famoso esploratore artico Robert E. Peary per ottenere maggiori aiuti finanziari da George Crocker, uno dei banchieri che ne finanziavano le spedizioni. |
| Isola dei Demoni              | 1508            | Probabilmente una versione trasferita in luoghi diversi dell'isola di Satanazes (vedi sotto). |
| Isola di Dougherty            | 1841            | Situata vicino all'Antartide, è probabile che il suo scopritore, il capitano Dougherty, e gli esploratori posteriori che ne confermarono l'esistenza, abbiano visto banchi di nebbia e iceberg situati nel posto e nel momento giusto. |
| Isola Emerald                 | 1821            | Frutto probabilmente di errori dovuti a banchi di nebbia e iceberg (vedi sopra isola di Dougherty); la piana abissale sottostante, tuttavia, è stata battezzata piana di Emerald in onore di quest'isola inesistente. |
| Scoglio Ernest-Legouvé        | 1902            | Una scogliera situata, secondo le affermazioni del capitano della nave francese Ernest-Legouvé, che l'avrebbe «scoperta», vicino all'esatta posizione dell'immaginaria isola di Lincoln, dove si svolgono gran parte dei fatti narrati nel romanzo L'isola misteriosa di Jules Verne, e, in parte, quelli de I figli del capitano Grant. |
| Estotiland                    | 1558            | Un'isola che compare sulla mappa di Zeno al posto di quello che è il Labrador. |
| Terra della Fata Morgana      | 1907            | J. P. Koch e Aage Bertelsen affermarono di aver visto per la prima volta la Terra della Fata Morgana (in tedesco Fata Morgana Landet) nel mar Glaciale Artico, all'incirca a 80°00´N 10°00´W tra la Groenlandia nord-orientale e le Svalbard. Questa terra sfuggente sarebbe stata scorta dall'aereo anche da Lauge Koch nel 1933. |
| Scoglio Filippo               | 1886            | Questa scogliera, appartenente alle Sporadi Equatoriali, venne scorta per la prima volta dall'equipaggio della nave Filippo e avvistata nuovamente nel 1926: i marinai di entrambe le imbarcazioni affermarono di aver visto dei frangenti nella stessa area, il che lascerebbe ipotizzare una scogliera sommersa situata a 60-90 centimetri dalla superficie. Tuttavia, le attuali misurazioni hanno dimostrato che nella posizione citata il mare raggiunge una profondità di 5300 metri, mentre il monte sottomarino più vicino si trova a ben 4700 metri sotto la superficie.                                                                         |
| Frislanda                     | 1558            | Un'altra isola della mappa di Zeno, forse un'Islanda ribattezzata. |
| Isola Ganges                  | XX secolo       | Un'isola inesistente al largo delle coste del Giappone, a sud-ovest dell'altura di Shatsky. |
| Groclant                      | 1569            | Un'isola ad ovest della Groenlandia, forse una lettura sbagliata del nome dell'isola o l'isola di Baffin. |
| Ilha de Vera Cruz             | 1500            | Una presunta «isola» scoperta da esploratori portoghesi, che si rivelò non essere affatto un'isola, bensì la terra nota oggi come Brasile. |
| Isola Jacquet                 | Medioevo        | Un'isola situata appena ad est del Flemish Cap; si credeva ancora alla sua esistenza nel XIX secolo, quando i cartografi ne discutevano come un possibile punto intermedio per il cavo telegrafico transatlantico. |
| Juan de Lisboa                | XVII secolo     | Riportata sulle mappe a sud-est del Madagascar. |
| Scoglio Jupiter               | 1878            | Scogliera inesistente nelle Sporadi Equatoriali (anche se dista da queste ultime più di 3200 chilometri), a sud di un'altra isola fantasma, lo Scoglio Ernest-Legouvé (vedi sopra). |
| Kantia                        | 1884            | Scoperta nel 1884 da Johan Otto Polter, che, nel corso di quattro successive spedizioni, l'ultima delle quali nel 1909, ne smentì l'esistenza. |
| Los Jardines                  | 1528            | Una coppia di isole fantasma ad est delle isole Marshall. |
| María de Lajara o Maria Laxar | XVII secolo     | Generalmente localizzata a nord-est delle Hawaii, potrebbe essere invece una delle isole Bonin. |
| Scoglio Maria-Theresa         | 1843            | Chiamata anche isola Tabor, è un'altra scogliera inesistente nelle Sporadi Equatoriali (anche se dista da queste ultime più di 3200 chilometri), situata leggermente a sud-ovest/ovest di un'altra isola fantasma, lo Scoglio Jupiter. È l'isola su cui è ambientato uno dei romanzi di Jules Verne, I figli del capitano Grant. |
| Isola di San Matteo           | 1516            | Situata nei pressi della costa dell'Africa, circa 1000 chilometri ad est/nord-est dell'isola di Ascensione, e forse confusa con l'isola di Annobón, situata alla stessa latitudine. |
| Mayda                         | 1367            | Un'isola a forma di mezzaluna nel Nord Atlantico che sembrerebbe non esistere; tuttavia, a 36 metri di profondità, esiste un gruppo di monti sottomarini disposti proprio a mezzaluna non lontano dalla posizione indicata. |
| Nuova Groenlandia del Sud     | 1823            | Strana isola sconosciuta vicino all'Antartide, che il capitano Benjamin Morrell della nave Wasp avvistò viaggiando a nord dell'Antartide. Pensò che fosse la Penisola Antartica (poi chiamata Nuova Groenlandia del Sud), ma la posizione indicata, anche se effettivamente lungo la rotta per raggiungere la penisola, di oltre 500 chilometri ad est e 97 chilometri a nord dell'effettiva posizione della Penisola Antartica, suggerisce piuttosto un grossolano errore di rilevamento di posizione o il classico avvistamento di iceberg e nebbia, che ha portato all'individuazione di molte isole fantasma nella zona del circolo polare antartico. |
| Isole Nimrod                  | 1828            | Un gruppo di isole tra l'isola Emerald e l'isola di Dougherty, entrambe inesistenti. Probabilmente un gruppo di iceberg alla deriva. |
| Pactolus Bank                 | 1885            | Un banco di sabbia a 120 metri di profondità al largo della costa occidentale di Capo Horn, forse ciò che rimane dell'isola Elizabeth, ma un sopralluogo dell'area nel 1956 non ha riscontrato la presenza di nessuna secca nella posizione indicata. |
| Isola di Pepys                | 1683            | Nel 1683, Ambrose Cowley segnalò l'esistenza di un'isola sconosciuta dove pensava si trovassero le Falkland, ma la sua posizione era 4 gradi più nord di dove le Falkland si trovano realmente. Sebbene sia possibile che abbia commesso un errore nel vedere un'isola inesistente, è più probabile che abbia visto una delle isole Falkland e abbia commesso un errore di 4 gradi nel fare il punto. |
| Terra di Petermann            | 1860 / 1874     | A nord della Terra di Francesco Giuseppe, chiamata così in onore di August Heinrich Petermann. |
| Isola di Phélipeaux           | 1744            | Un'isola inesistente nel Lago Superiore di cui si fa riferimento nel trattato di Parigi del 1783. |
| Podestà                       | 1879            | Un'isola «inventata» situata 1390 chilometri ad ovest di El Quisco, in Cile, «smascherata» nel 1935 e prontamente rimossa dalle mappe. Nelle sue vicinanze, altre isole fantasma furono avvistate nel 1912 e nel 1858 (vedi Isola Sarah Ann). |
| Rivadeneyra Shoal             | 1842            | Un banco di sabbia nell'oceano Pacifico orientale. |
| Isole della Compagnia Reale   | Prima del 1840  | Un gruppo di isole inesistenti a sud-ovest della Tasmania di cui era ampiamente accettata l'esistenza nel XIX secolo. Nonostante non fossero più state avvistate da numerose spedizioni nel 1840, 1889, 1902, 1909 e 1912, furono ufficialmente rimosse dalle carte nautiche solamente nel 1904. |
| Royllo                        | 1424            | Una piccola isola ad ovest della mitica Antilia (vedi sopra). |
| Rupes Nigra                   | XIV secolo      | Un'isola magnetica nera situata in prossimità del polo nord magnetico, la cui esistenza venne ipotizzata per spiegare il funzionamento delle bussole. |
| Sandy Island                  | 1774            | Un'altra piccola isola fantasma ad ovest della Nuova Caledonia che venne riportata su molte mappe fino al 2012, quando una nave di ricerca giunta in prossimità del luogo in cui veniva segnalata ne dimostrò l'inesistenza. Si ritiene che l'isola fosse una zattera di pomice galleggiante emessa durante l'eruzione di un monte sottomarino nelle vicinanze. |
| Terra di Sannikov             | 1809            | Un'isola nei pressi delle isole De Long, a nord della Russia, probabilmente esistita ma andata distrutta a seguito dell'erosione costiera. |
| Isola Sarah Ann               | 1858            | Un'isola fantasma nei pressi dell'isola di Pasqua, simile all'isola del Podestà. Vedere la carta nautica del Dipartimento della Difesa degli Stati Uniti. |
| Satanazes                     | 1424            | Quest'isola, che trae origine dalle leggende popolari di diavoli e demoni che attaccavano le navi che si avventuravano nell'area, venne originariamente registrata sulle mappe nel 1424, ma fu successivamente rimossa in quanto, ovviamente, non esisteva. L'isola, spesso disegnata a nord della mitica Antilia, era presumibilmente piena di demoni malvagi, ma a volte veniva chiamata Salvaga per evitare di utilizzare il sacrilego termine «diavolo». |
| Saxemberg                     | 1670            | Una strana isola a metà strada tra il Sudamerica e l'Africa registrata da numerosi capitani nel 1804, 1809 e 1816. Nonostante le descrizioni contrastanti, tutti quanti avvistarono l'isola nella stessa posizione; tuttavia, nessuno di essi vi approdò. È possibile che fosse un'isola di origine vulcanica, successivamente esplosa e andata distrutta, ma è anche probabile che non fosse altro che l'isola di Tristan da Cunha. |
| Scoglio Schjetman             | 1868            | Ad ovest delle isole Hawaii, lo scoglio Schjetman venne descritto nel 1868 come un'isola lunga 1,5 miglia nautiche e larga 0,5. Le ricerche successive, nel 1880, 1923 e 1924, non riuscirono più a trovarlo. |
| Scoglio Sefton                | 1808            | Situata a circa 37°S 83°W (a sud-ovest dell'isola di Robinson Crusoe), viene annotata come «di dubbia esistenza» sulle carte nautiche del Dipartimento della Difesa degli Stati Uniti. |
| Isole Terra Nova              | 1961            | Segnalate al largo della Terra di Oates, nell'Antartide orientale. |
| Isola Thompson                | 1825            | Un'isola dell'Atlantico meridionale scoperta da George Norris, capitano di una baleniera, ma non più avvistata dal 1893. |
| Thule                         | 325 a.C.        | Un'isola mitica dell'estremo Nord citata molte volte in opere di epoca romana e medievale. Attualmente si ritiene che possa essersi trattato della Norvegia, delle Orcadi, delle Shetland, della Scandinavia, dell'Islanda, della Groenlandia o perfino di Saaremaa. |
| Torca                         | 1693            | Una mitica isola nei pressi di Ambon, nelle Indie Orientali, presumibilmente distrutta da un'eruzione vulcanica. |
| Transit Reef                  | XVIII secolo    | Una scogliera nella parte meridionale di Palau forse veramente esistita. Tuttavia, alcune mappe non la registravano nella sua posizione attuale e, sebbene non affiorasse dalla superficie, il nome originario dell'isola, Pieraurou, significa «punto di navigazione sabbioso», il che implica un'isola sabbiosa o un banco di sabbia. |
| Tuanaki                       | 1842            | Un gruppo di isolotti scomparsi delle isole Cook su cui un marinaio avrebbe trascorso un periodo di sei giorni; tuttavia, una nave che transitò nelle stesse acque due anni dopo non riscontrò la presenza di nessuna isola. |
| Scoglio Wachusett             | 1899            | Una scogliera inesistente nelle Sporadi Equatoriali (ma distante da esse più di 3200 chilometri), così come gli scogli Ernest-Legouvé, Jupiter e Maria-Theresa. Si pensava che questa scogliera, la maggiore delle quattro, si trovasse a 9-10,5 metri di profondità. Attualmente si ritiene che nessuna di queste scogliere sia effettivamente esistita. |
| Yosemite Rock                 | 1903            | Circa 32°S 83°W (a nord-ovest dell'isola di Robinson Crusoe), annotata come «di dubbia esistenza» sulla carta nautica del Dipartimento della Difesa degli Stati Uniti. |
| Zanara                        | 1589            | Era un’isola situata dinnanzi a Monte Argentario, riportata sulle carte rinascimentali esattamente a metà rotta, tra il Giglio e Giannutri. Venne segnalata per la prima volta nella mappa dedicata alla Tuscia dal cartografo e astronomo Gerardo Mercatore nel 1589 e successivamente riportata in numerose mappe antiche da illustri cartografi fino al 1720. |